# Cejhae Greene
Cejhae Greene, född 6 oktober 1995, är en antiguansk och barbudansk friidrottare. Han deltog vid olympiska sommarspelen 2016.